# Герберт Лаумен
Герберт Лаумен (нім. Herbert Laumen, нар. 11 серпня 1943, Менхенгладбах) — німецький футболіст, що грав на позиції нападника, зокрема за «Боруссію» (Менхенгладбах), а також національну збірну Німеччини.
Дворазовий чемпіон Німеччини.

## Клубна кар'єра
У дорослому футболі дебютував 1962 року виступами за команду клубу «Боруссія» (Менхенгладбах). 1965 року команда стала підвищилася у класі до Бундесліги, і Герберт продовжив захищати її кольори у цьому змаганні, вже за п'ять років, у [[1969-1970|сезоні 1969/70]] став у складі «Боруссії» чемпіоном ФРН, а наступного сезону допоміг їй захистити чемпіонський титул. Загалом відіграв за менхенгладбаський клуб шість сезонів у Бундеслізі. Більшість цього часу був основним гравцем атакувальної ланки команди і одним з її головних бомбардирів, маючи середню результативність на рівні 0,52 гола за гру першості.
Згодом з 1971 по 1974 рік грав за «Вердер» та «Кайзерслаутерн».
Завершив професійну ігрову кар'єру у французькому «Меці», за команду якого виступав протягом 1974—1975 років.
На момент завершення кар'єри входив до десятки найкращих бомбардирів в історії Бундесліги, майючи в активі 121 гол, забитий у 267 іграх цього турніру.

## Виступи за збірну
1968 року провів дві гри у складі національної збірної Німеччини, забивши 1 гол.

## Титули і досягнення
- Чемпіон Німеччини (2):

«Боруссія» (Менхенгладбах): 1969-1970, 1970-1971